# Вахромеев, Варфоломей Александрович
Варфоломей Александрович Вахромеев (5 [18] марта 1904, Ярославль — 11 декабря 1984, Москва) — советский музыковед
, автор популярного пособия «Элементарная теория музыки».

## Биография
Родился в Ярославле в богатой купеческой семье, пожалованной в 1913 году дворянством. В 1923 году переехал в Москву. Дед по отцовской линии — Иван Александрович Вахромеев (1843—1908) — основал в 1909 году[прояснить] городскую биржу, первым председателем которой стал его родственник Николай Николаевич Вахромеев. Отец — Александр Иванович Вахромеев (1875—1921) — был городским головой. Мать — Екатерина Алексеевна Вахромеева (в девичестве Дружинина) (1877—1931). Варфоломей был пятым ребёнком в семье из семерых детей. Старшие братья и сёстры — Екатерина (в браке Добрянская) (1896—1921), Иван (1898—1943), Николай (1900—1921) и Мария (в браке Афанасьева) (1902—?). Младшие братья — Александр (1906—?) и Владимир (1909—1972).
В 1929 году окончил теоретико-композиторское отделение Московского областного музыкального техникума им. братьев А. Г. и Н. Г. Рубинштейн по классу фортепиано Рудольфа Францевича Валашека, в 1930 году — по классу композиции Иосифа Игнатьевича Дубовского, занимался также у Игоря Владимировича Способина и Сергея Никифоровича Василенко.
С 1930 года — преподаватель родного техникума, с 1943 года (согласно записям в личном деле; с 1938 года — по воспоминаниям учеников) по 1963 год — преподаватель и директор Музыкальной школы им. Прокофьева при нём.
Автор многократно переиздававшихся учебников по сольфеджио. За составление Учебника церковного пения для Духовных школ был награждён в 1984 году орденом святого равноапостольного князя Владимира II степени.
В 1924 году женился на Александре Фёдоровне Смирновой (1902—1981). Дочь Ольга (1925—1997). Сын Александр (1930—1934). Сын Кирилл (1935—2021), впоследствии митрополит Минский и Слуцкий, Экзарх Беларуси Филарет (1978—2013). Умер 12 января 2021 года в возрасте 85 лет от осложнений, вызванных коронавирусной инфекцией. Похоронен в Свято-Успенском Жировичском монастыре.

## Сочинения
- Элементарная теория музыки. М., 1956, мн. переиздания. ISBN 5-7140-0587-2, ISBN 978-5-7140-0962-4
- Вопросы методики преподавания сольфеджио в детской музыкальной школе. М., 1963, 2 изд. 1966, изд. 1978.
- Ладовая структура русской народной песни и её изучение в курсе элементарной теории музыки. М., 1968.
- Свыше 100 статей[источник не указан 2084 дня] в Музыкальной энциклопедии, 1973—1982.
- Учебник церковного пения (написан в 1966—1981 годах, издан в 2000 году).